# Juraj Herz
Juraj Herz (ur. 4 września 1934 w Kieżmarku, zm. 8 kwietnia 2018 w Pradze) – czechosłowacki i czeski reżyser filmowy, scenarzysta i  aktor, urodzony na Słowacji.
W 2017 roku został odznaczony Orderem Podwójnego Białego Krzyża II klasy.

## Filmografia

### Reżyser
- 1968 – Palacz zwłok
- 1971 – Lampy naftowe
- 1978 – Piękna i potwór
- 1982 – Wampir z Feratu
- 1991 – Żabi król
- 1996 – Pasaż
- 2010 – Młyn Habermana

### Scenarzysta
- 1968 – Palacz zwłok
- 1971 – Lampy naftowe
- 1978 – Piękna i potwór
- 1982 – Wampir z Feratu
- 1996 – Pasaż
- 2010 – Młyn Habermana